# イェヴレ
イェヴレ (Gävle [ˈjɛːvlɛ] ( 音声ファイル)) は、スウェーデン中央部イェヴレボリ県にある都市で、同県の県都。
ノールランド地方において、最も古い憲章都市で、1446年にクリストファ3世によって憲章が与えられた。
イェヴレのヤギと呼ばれる飾りが毎年制作されることで知られる。

## 出身者
- エリク・アカリウス - 植物学者
- ボー・エケルンド - 陸上競技選手
- マルティン・オルソン - サッカー選手
- マルクス・オルソン - サッカー選手　マルティンの双子の兄弟
- ヨセフ・テルンストレーム - 陸上競技選手
- ヤニ・ラックス - 総合格闘家
- イェンス・ルンクウィスト - 卓球選手
- アレクサンドラ・ダールストレム - 女優